# ۹۳۴ (خورشیدی)
۹۳۴ نهصد و سی و چهارمین سال هجری خورشیدی است.